# Anne y Patrick Poirier
Anne y Patrick Poirier, nacidos en 1942, forman una pareja de artistas franceses. Una de las características de su trabajo es la realización de maquetas

## Biografía
Estudian en la École des arts décoratifs de París.
1969-1973 : viven pensionados en la Villa Médicis de Roma.
En la década de los 70 adquieren fama internacional

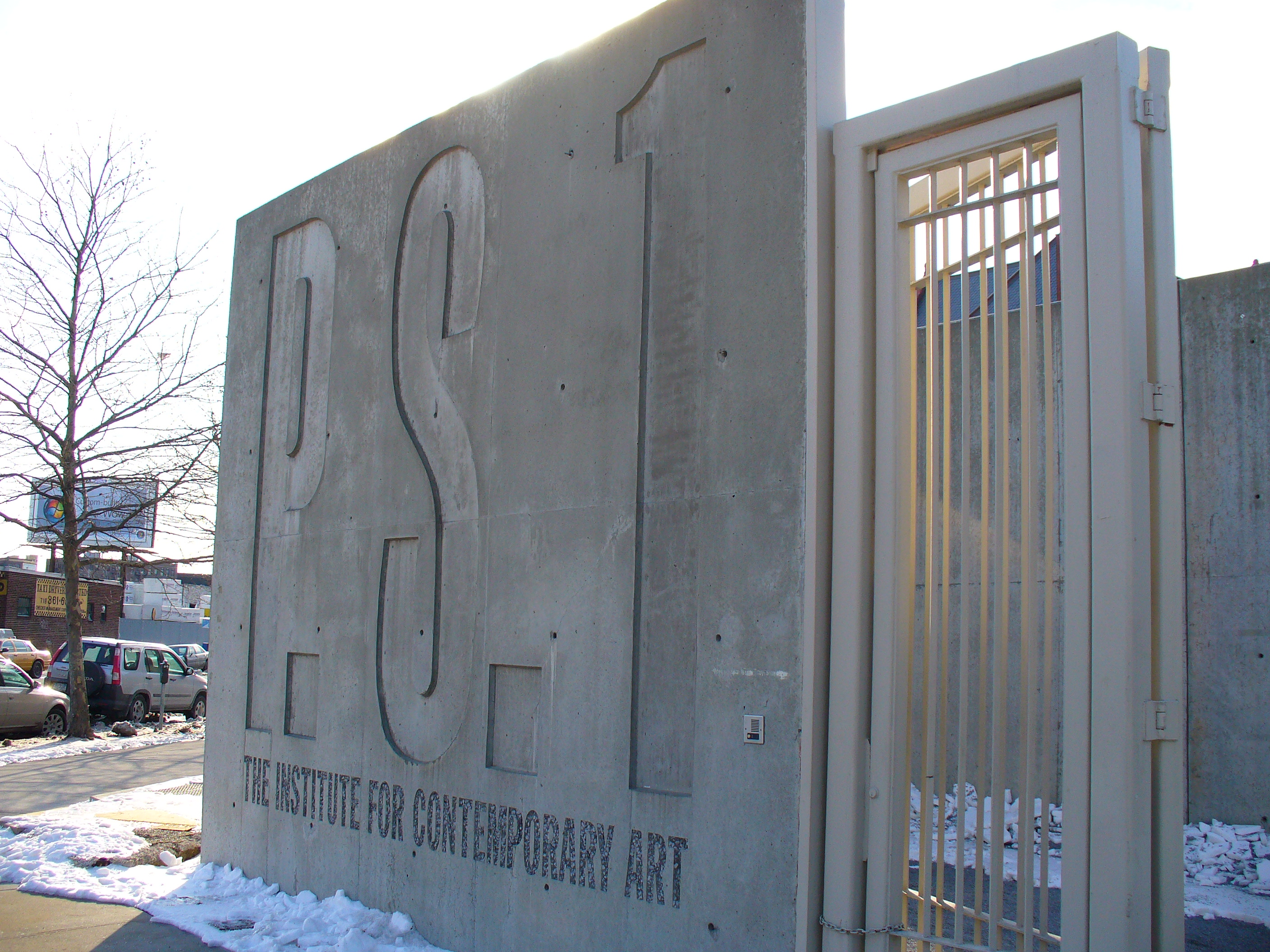
Vista del Centro de Arte Contemporáneo PS1 en Nueva York. De este centro los Poirier obtuvieron una Beca.

## Premios
- Beca del P.S. 1, en Long Island City, Nueva York

- Premio de Roma de escultura 1966. Villa Medici, Roma

- Beca D.A.A.D. Berlín, Alemania

## Instalaciones permanentes

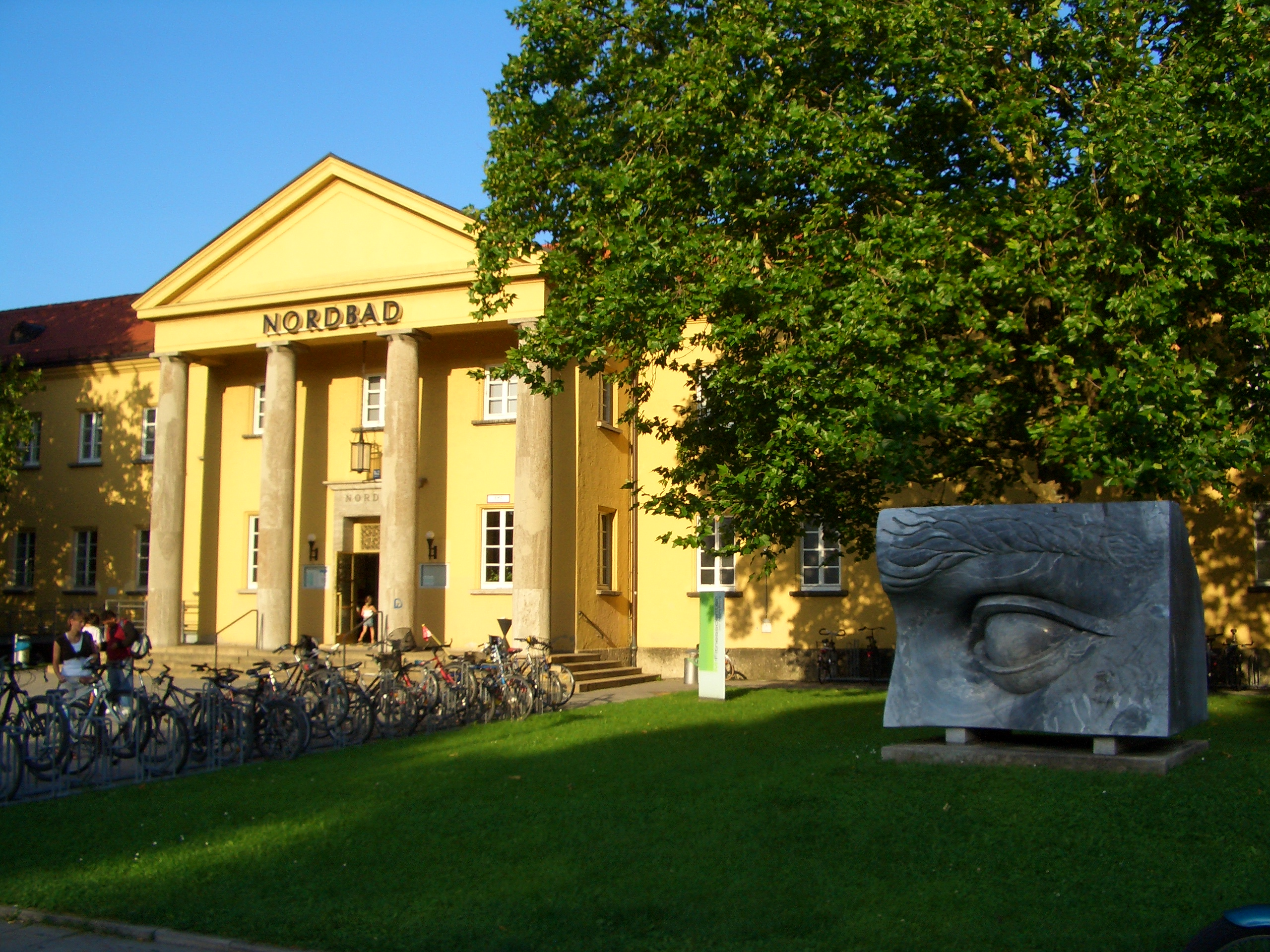
Oculus Memoriae, en Múnich. 1990

1982
- La mort d'Ephialtes - La muerte de Efialtes

Fattoria di Celle 43°56′26″N 10°59′7″E / 43.94056, 10.98528, Pistoia
1983
- Jupiter et Encélade - Júpiter y Encélado

De la série Jupiter et les Géants. Terraza jardín del Musée Picasso, 43°34′50″N 7°7′41″E / 43.58056, 7.12806 Antibes
- Mimas - el gigante mitológico Mimas

Bronce, Jardín del Museo de Epinal, 48°10′22″N 6°26′47″E / 48.17278, 6.44639
1984-85
- La grande colonne noire de Suchères - La gran columna negra de Suchère

Área de servicio de Suchère , Autopista Clermont-Ferrand - Saint Etienne (AP72) 45°51′19″N 3°43′30″E / 45.85528, 3.72500. Hormigón armado y mármol verde triturado.
- La fontaine des géants - La fuente de los gigantes

Parque de Europa, Barrio de Tonkin , Villeurbanne 45°46′29″N 4°51′45″E / 45.77472, 4.86250
1985-86
- Promenade Classique - Paseo Clásico

Parque público, diseñado por el arquitecto paisajista M. Paul Friedberg, Alexandria, Virginia. 38°48′52″N 77°2′18″O / 38.81444, -77.03833
1986
- Petite mise en scene au bord de l'eau - Pequeña puesta en escena al borde del agua

Jardines de la villa Demidoff, Pratolino. (En estos jardines se encuentra el famoso Gigante de los Apeninos obra de Juan de Bolonia)43°51′28″N 11°18′10″E / 43.85778, 11.30278
- L'ame du voyageur endormi - El alma del viajero adormecido

Les Mas Saint-Anne, Lourmarin. 43°45′52″N 5°21′50″E / 43.76444, 5.36389
- Petite mise en scene au bord de l'eau - Pequeña puesta en escena al borde del agua

Colección Privada, Washington D. C.Washington
1988

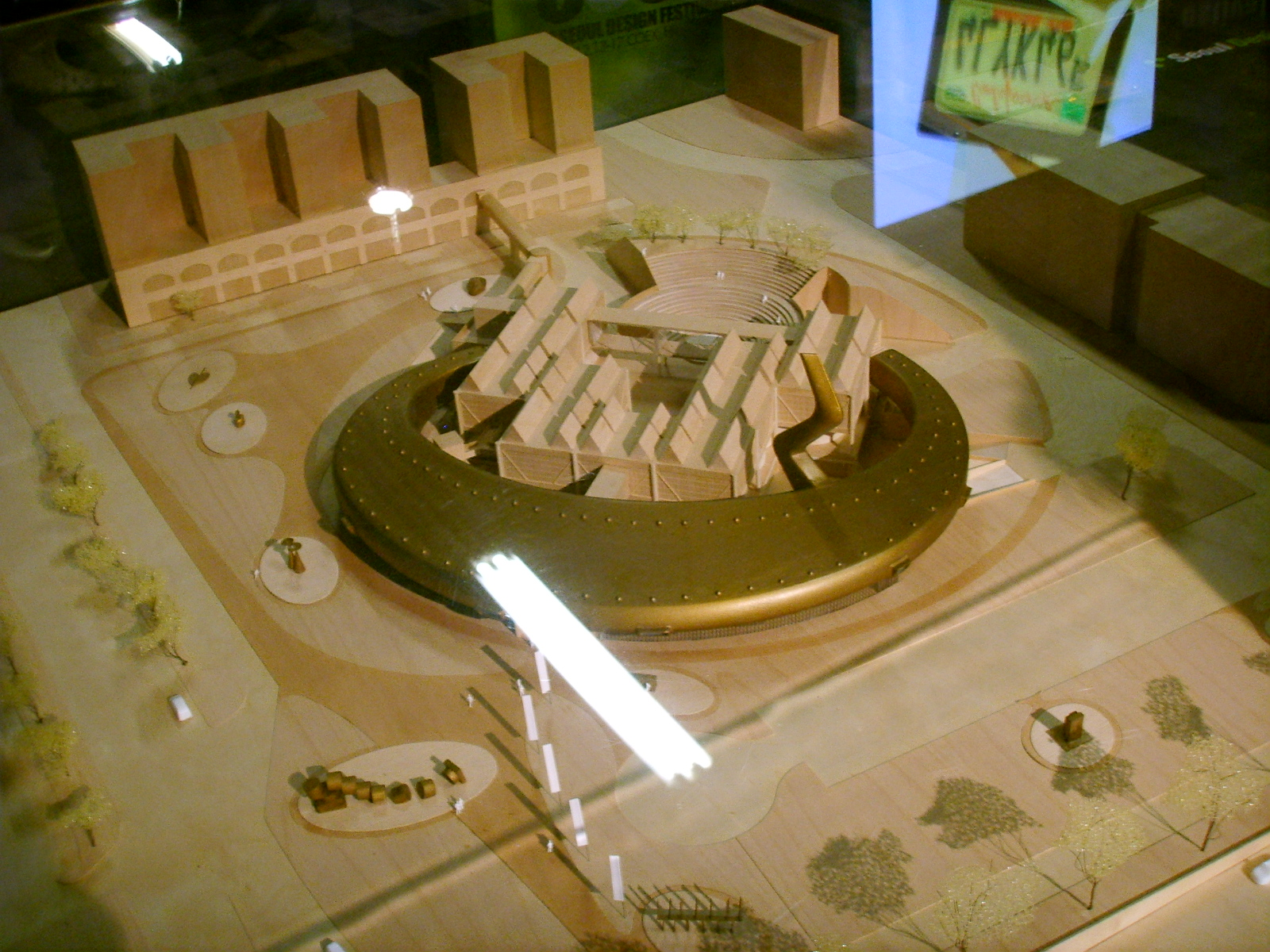
Maqueta del Museo Pecci, en la que puedes ver la columna tumbada del jardín, obra de los Poirier. 1988

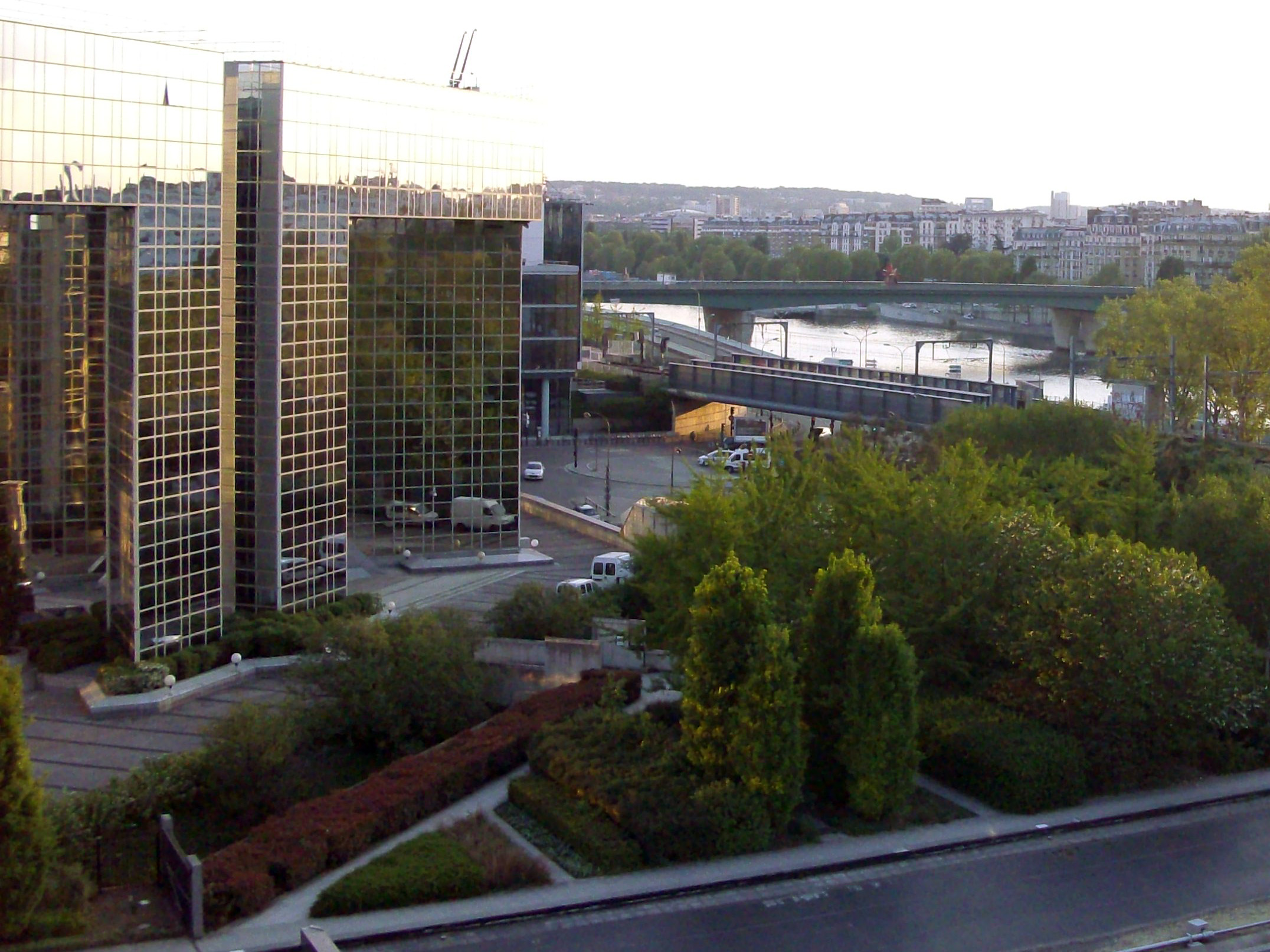
Edificio "Le Ponant" de París. Columna Hommage à Claude-Nicolas Ledoux, obra de los Poirier.1989

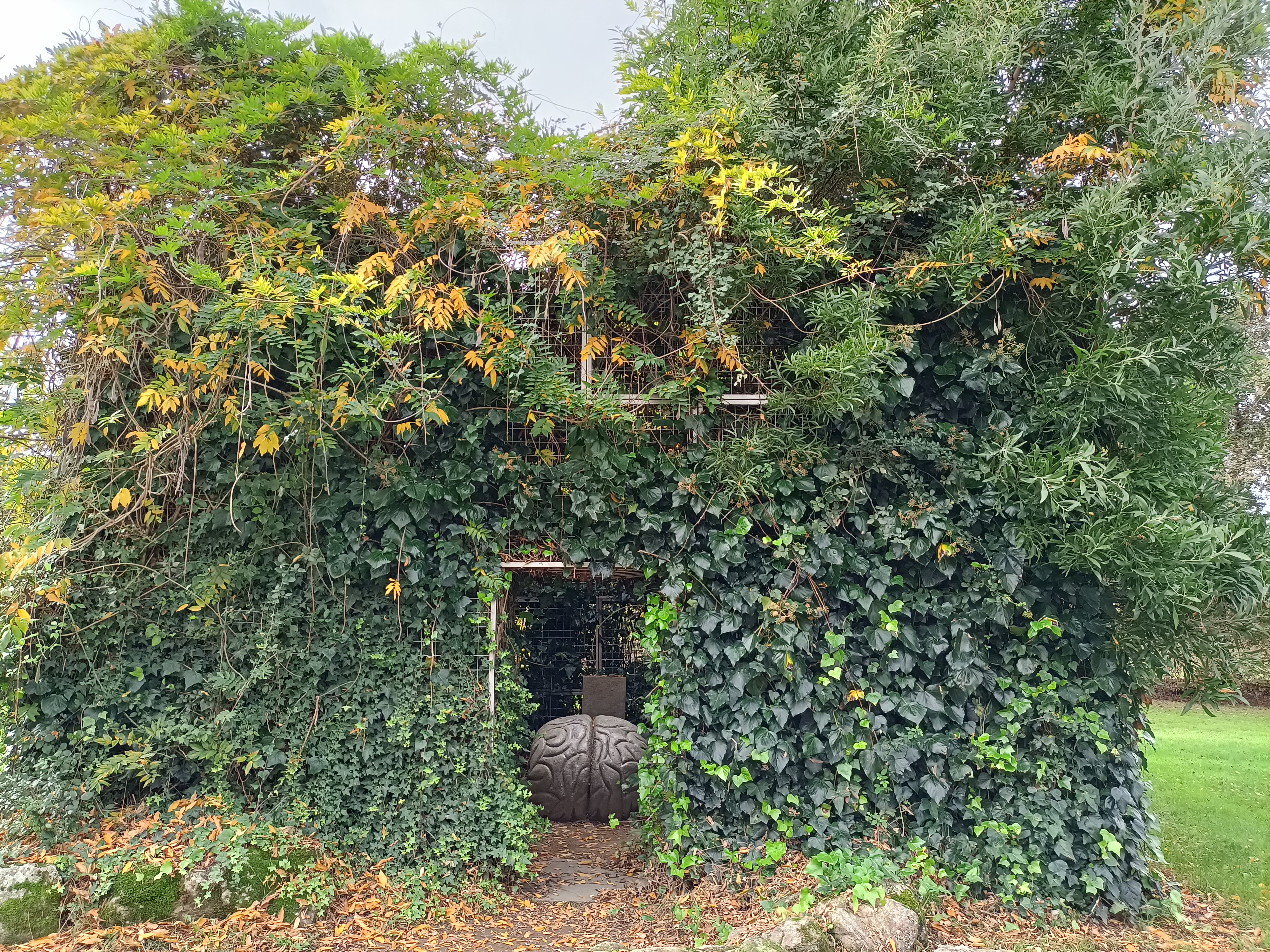
Petit paradis de Pontevedra, obra de los Poirier en el parque de la Isla de las Esculturas.1999

- Exegi momumento aere perennius - He levantado un monumento más duradero que el bronce

Museo Pecci, Prato. El título de la instalación hace referencia al aforismo de Horacio (Odas, 3, 30, 1) 43°51′38″N 11°6′30″E / 43.86056, 11.10833
1989
- La Fontaine des géants - La fuente de los gigantes

Colección Joel & Sherry Mallin, Pound Ridge, Condado de Westchester, NY, Estados Unidos
- Hommage à Claude-Nicolas Ledoux (Homenaje a Claude-Nicolas Ledoux)

Columna quebrantada , edificio  Le Ponant, París  48°50′24″N 2°16′24″E / 48.84000, 2.27333
1989-90
- Un giardino a Torino, Colección privada, Torino

1990
- Arquetipos Nuevos

Torre de Washington Mutual (Washington Mutual Tower), Seattle
- Exegi monumentum,

Colección privada, Boca Raton, Florida
- Oculus Memoriae

Stadtarchiv-Platz, Múnich
- Exegi monumentum

Colección Pierre Farrenbach, Colmar
1992
- New Archetypes

Jardín de invierno del Ayuntamiento, Toronto 43°39′13″N 79°23′2″O / 43.65361, -79.38389
1993
- Dépot de mémoire et d'oubli - Depósito de memoria y de olvido

Jardines de los Museums Ludwig, Coblenza
1999
- Folie ou Petit paradis de Pontevedra - Folie o Pequeño paraíso de Pontevedra

Parque Isla de las Esculturas, Pontevedra